# László Sárosi (football)
Ne doit pas être confondu avec László Sárosi (water-polo).
Dans le nom hongrois Sárosi László, le nom de famille précède le prénom, mais cet article utilise l’ordre habituel en français László Sárosi, où le prénom précède le nom.
László Sárosi, né le 27 février 1932 à Budapest et mort le 2 avril 2016 dans la même ville, est un footballeur international hongrois ayant évolué au poste de défenseur. 

## Palmarès de joueur
- Vainqueur de la Coupe Mitropa en 1956, 1957, 1960, 1962 et 1965
- Champion de Hongrie en 1957, 1961, 1962, 1965 et 1966
- Vainqueur de la Coupe de Hongrie en 1955